# Миджли, Томас
То́мас Ми́джли (англ. Thomas Midgley Jr.; 18 мая 1889, Бивер-Фолс, Пенсильвания, США — 2 ноября 1944, Уэртингтон, Огайо, США) — американский химик и инженер-механик, который изобрёл тетраэтилсвинец (ТЭС) Pb(CH3CH2)4 для добавки его в бензин, и хлорфторуглероды (фреон) для использования в холодильниках и дезодорантах. Автор более 100 патентов. Как выяснилось позднее, массовое производство и всемирное применение изобретений Миджли оказало разрушительное воздействие на озоновый слой и экосистему планеты. По мнению историка Джона Макнила, изобретатель «оказал большее влияние на атмосферу, чем любой другой живой организм в истории Земли».

## Биография
Томас Миджли родился в Бивер-Фолсе, штат Пенсильвания, его отец также был изобретателем. Вырос в городе Колумбус, штат Огайо, окончил Корнеллский университет в 1911 году как инженер-механик. В 1941 году награждён высшей премией Американского химического общества — медалью Пристли. В 1942 году он получил медаль Уилларда Гиббса. Был избран в Национальную академию наук США. В 1944 году — председатель Американского химического общества.
В возрасте 51 года Миджли заболел полиомиелитом, что привело к инвалидности. Чтобы другие могли поднимать его с постели, он изобрёл сложную систему верёвок и блоков. В возрасте 55 лет погиб, он был задушен собственным механизмом. Он умер за 30 лет до того, как его изобретения были признаны опасными для озонового слоя.

## Изобретения
В период работы в компании General Motors, Томас Миджли установил, что бензин со специальной добавкой на основе свинца снижает детонацию в двигателях внутреннего сгорания. При этом выброс свинца в атмосферу был опасен из-за его токсичности. Работники, задействованные на производстве добавки к бензину испытали серьёзные проблемы со здоровьем, в том числе имели место и фатальные случаи. В 1924 году сам Миджли ушёл в длинный отпуск, чтобы вылечиться от отравления свинцом. При этом изобретатель скрыл этот факт и во время пресс-конференции говорил о безопасности контакта с изобретённым веществом.
Хлорфторуглероды (фреоны) были получены с целью сделать холодильники безопасными, поскольку до изобретения Миджли в приборах использовались ядовитые и взрывоопасные вещества. Для демонстрации того, что фреон не горит и не вредит здоровью, Миджли вдохнул дихлорфторметан и затушил им свечу во время презентации в Американском химическом обществе в 1930 году. Впоследствии фреоны стали широко использоваться как составляющая дезодорантов в аэрозольной упаковке.